# Выборы в Брянский городской совет народных депутатов (2019)
Выборы в Брянский городской совет народных депутатов состоялись 8 сентября 2019 года.
Выборы прошли по смешанной избирательной системе: из 32 депутатов 16 были избраны по пропорциональной системе, ещё 16 — по мажоритарной системе. Для попадания в городской совет по партийным спискам партиям было необходимо преодолеть 5 % барьер.
| Партия                  | Общая часть списка                                       | Кандидатов в списке | Статус списка                                      |
| ----------------------- | -------------------------------------------------------- | ------------------- | -------------------------------------------------- |
| «Единая Россия»         | Александр Хлиманков • Юрий Клюев • Галина Основина       | 48                  | Зарегистрирован.                                   |
| КПРФ                    | Андрей Архицкий • Сергей Кузнецов • Константин Павлов    | 45                  | Зарегистрирован.                                   |
| ЛДПР                    | Владимир Жириновский • Борис Пайкин                      | 48                  | Зарегистрирован.                                   |
| Коммунисты России       | Максим Сурайкин • Сергей Малинкович • Александр Васильев | 50                  | Зарегистрирован.                                   |
| «Гражданская платформа» | Выдвинула кандидатов только по одномандатным округам.    | --                  | --                                                 |
| «Справедливая Россия»   | Алексей Исаев • Игорь Логвинов • Петр Ширшов             | 50                  | Зарегистрирован.                                   |
| «Родина»                | Хвича Сахелашвили • Роман Бурлаков • Геннадий Губанов    | 47                  | снят с выборов решением суда, отказ в регистрации. |
| «Партия Роста»          | Выдвинула кандидатов только по одномандатным округам.    | --                  | --                                                 |

## Итоги выборов
Явка к 10:00 составила 4,75 %
Явка к 12:00 составила 14,53 %
Явка к 15:00 составила 27,09 %
| Место | Место | Партия                  | по городскому списку | по городскому списку | по городскому списку | по одно- мандатным округам | всего         | всего |
| Место | Место | Партия                  | Голоса               | %                    | Получено мест        | Получено мест              | Получено мест | %     |
| ----- | ----- | ----------------------- | -------------------- | -------------------- | -------------------- | -------------------------- | ------------- | ----- |
|       | 1.    | «Единая Россия»         | 141889               | 68.92 %              | 13                   | 12                         | 25            |       |
|       | 2.    | ЛДПР                    | 28299                | 13.75 %              | 2                    | 1                          | 3             |       |
|       | 3.    | КПРФ                    | 20459                | 9.94 %               | 1                    | 1                          | 2             |       |
|       | 4.    | «Справедливая Россия»   | 7632                 | 3.71 %               | -                    | 1                          | 1             |       |
|       | 5.    | «Коммунисты России»     | 5269                 | 2.56 %               | -                    | -                          | -             |       |
|       | 6     | «Гражданская платформа» | -                    | -                    | -                    | 1                          | 1             |       |
|       | 7     | «Партия Роста»          | -                    | -                    | -                    | -                          | -             | -     |